# Distrito electoral federal 2 de Hidalgo
El Distrito Electoral Federal 2 de Hidalgo es uno de los trecientos Distritos Electorales en los que se encuentra dividido el territorio de México para la elección de diputados federales y uno de los siete en los que se divide el estado de Hidalgo. 
La cabecera distrital es la ciudad de Ixmiquilpan; que es donde se reúnen y cotejan los resultados de los colegios electorales individuales. Esta Demarcación Territorial Distrital cuenta con 60.06 % de población indígena y/o afromexicana, por lo tanto, es considerado distrito indígena.

## Distritaciones anteriores

### Distritación 1996 - 2005
Entre 1996 y 2005 el Segundo Distrito se encontraba ubicado en la misma región, integrándolo por catorce municipios: Alfajayucan, Cardonal, Chapulhuacán, Chilcuautla, Huichapan, Ixmiquilpan, Jacala de Ledezma, La Misión, Nicolás Flores, Pacula, Pisaflores, Tasquillo, Tecozautla, Zimapán.

### Distritación 2005 - 2017
Entre 2005 y 2017 el Segundo Distrito se encontraba ubicado en la misma región, integrándolo por quince municipios: Alfajayucan, Cardonal, Chapulhuacán, Chilcuautla, Ixmiquilpan, Jacala de Ledezma, La Misión, Nicolás Flores, Pacula, Pisaflores, San Salvador, Santiago de Anaya, Tasquillo, Tecozautla, Zimapán.

### Distritación 2017 - 2022
Entre 2017 y 2022 el Segundo Distrito se encontraba ubicado en la misma región, integrándolo por dieciseis municipios:	Alfajayucan, Cardonal, Chapulhuacán, Chilcuautla, Ixmiquilpan, Jacala de Ledezma, La Misión, Nicolás Flores, Pacula, Pisaflores, Progreso de Obregón, San Salvador, Santiago de Anaya, Tasquillo, Tecozautla, Zimapán.

## Demarcación territorial
Este distrito se encuentra integrado por un total de 18 municipios y 413 secciones electorales, que son los siguientes:
1. Alfajayucan, integrado por 22 secciones
2. Cardonal, integrado por 17 secciones
3. Chapulhuacán, integrado por 25 secciones
4. Chilcuautla, integrado por 15 secciones
5. Ixmiquilpan, integrado por 61 secciones
6. Jacala de Ledezma, integrado por 19 secciones
7. La Misión, integrado por 11 secciones
8. Mixquiahuala de Juárez, integrado por 22 secciones
9. Nicolás Flores, integrado por 19 secciones
10. Pacula, integrado por 10 secciones
11. Pisaflores, integrado por 20 secciones
12. Progreso de Obregón, integrado por 12 secciones
13. San Salvador, integrado por 24 secciones
14. Santiago de Anaya, integrado por 19 secciones
15. Tasquillo, integrado por 20 secciones
16. Tecozautla, integrado por 25 secciones
17. Tlahuiltepa, integrado por 17 secciones
18. Zimapán, integrado por 55 secciones

## Diputados por el distrito
| Diputado | Diputado                        | Grupo parlamentario | Legislatura           | Periodo     |
| -------- | ------------------------------- | ------------------- | --------------------- | ----------- |
|          | Protasio Tagle                  |                     | V                     | 1869 - 1871 |
| Vacante  | Vacante                         | Vacante             | VI                    | 1871 - 1873 |
|          | Isidro Antonio Montiel y Duarte |                     | VII                   | 1873 - 1875 |
| Vacante  | Vacante                         | Vacante             | VIII                  | 1875 - 1878 |
|          | Daniel Jurado                   |                     | IX                    | 1878 - 1880 |
|          | Hilarión Frías y Soto           |                     | X                     | 1880 - 1882 |
|          | Luis Rivas Góngora              |                     | XI XII                | 1882 - 1886 |
|          | José María Gamboa               |                     | XIII                  | 1886 - 1888 |
|          | Ramón F. Riveroll               |                     | XIV XV XVI XVII XVIII | 1888 - 1898 |
|          | Porfirio Parra                  |                     | XIX XX                | 1898 - 1902 |
|          | Ignacio Sánchez                 |                     | XXI XXII              | 1902 - 1906 |
| Vacante  | Vacante                         | Vacante             | XXIII                 | 1906 - 1908 |
|          | Mariano Ruiz                    |                     | XXIV XXV              | 1908 - 1912 |
|          | José M. Montaño                 |                     | XXVI                  | 1912 - 1913 |
|          | Leopoldo Ruiz                   |                     | Constituyente         | 1916 - 1917 |
|          | Nicasio Jurado                  |                     | XXVII                 | 1917 - 1918 |
|          | Leopoldo E. Camarena            |                     | XXVIII XXIX           | 1918 - 1922 |
|          | Adalberto Lazcano Carrasco      |                     | XXX                   | 1922 - 1924 |
|          | José L. Galván                  |                     | XXXI                  | 1924 - 1926 |
|          | Javier Rojo Gómez               |                     | XXXII                 | 1926 - 1928 |
|          | Leopoldo E. Camarena            |                     | XXXIII                | 1928 - 1930 |
|          | Daniel Olivares                 |                     | XXXIV                 | 1930 - 1932 |
|          | Ambrosio Ordaz                  |                     | XXXV                  | 1932 - 1934 |
|          | José Gómez Esparza              |                     | XXXVI                 | 1934 - 1937 |
|          | Honorato Austria                |                     | XXXVII                | 1937 - 1940 |
|          | Leonardo M. Hernández Mendoza   |                     | XXXVIII               | 1940 - 1943 |
|          | Ramón G. Bonfil                 |                     | XXXIX                 | 1943 - 1946 |
|          | Galileo Bustos Valle            |                     | XL                    | 1946 - 1949 |
|          | Miguel Ángel Cortés             |                     | XLI                   | 1949 - 1952 |
|          | José Luis Suárez Molina         |                     | XLII                  | 1952 - 1955 |
|          | Manuel Sánchez Vite             |                     | XLIII                 | 1955 - 1958 |
|          | Manuel Yáñez Ruiz               |                     | XLIV                  | 1958 - 1961 |
|          | José Luis Suárez Molina         |                     | XLV                   | 1961 - 1964 |
| Vacante  | Vacante                         | Vacante             | XLVI                  | 1964 - 1967 |
|          | Raúl Vargas Ortiz               |                     | XLVII                 | 1967 - 1970 |
|          | Antonio Hernández García        |                     | XLVIII                | 1970 - 1973 |
|          | Oscar Bravo Santos              |                     | XLIX                  | 1973 - 1976 |
|          | Luis José Dorantes Segovia      |                     | L                     | 1976 - 1979 |
|          | Ernesto Gil Elorduy             |                     | LI                    | 1979 - 1982 |
|          | Julieta Guevara Bautista        |                     | LII                   | 1982 - 1985 |
|          | Roberto Valdespino Castillo     |                     | LIII                  | 1985 - 1988 |
|          | Alberto Assad Ávila             |                     | LIV                   | 1988 - 1991 |
|          | José Guadarrama Márquez         |                     | LV                    | 1991 - 1994 |
|          | Aurelio Marín Huazo             |                     | LVI                   | 1994 - 1997 |
|          | Roberto Castilla Hernández      |                     | LVII                  | 1997 - 2000 |
|          | Celia Martínez Bárcenas         |                     | LVIII                 | 2000 - 2003 |
|          | Roberto Pedraza Martínez        |                     | LIX                   | 2003 - 2006 |
|          | José Edmundo Ramírez Martínez   |                     | LX                    | 2006 - 2009 |
|          | Héctor Pedraza Olguín           |                     | LXI                   | 2009 - 2012 |
|          | Dulce María Muñiz Martínez      |                     | LXII                  | 2012 - 2015 |
|          | Guadalupe Chávez Acosta         |                     | LXIII                 | 2015 - 2018 |
|          | Cipriano Charrez Pedraza        |                     | LXIV                  | 2018 - 2019 |
|          | Gustavo Callejas Romero         | 2019 - 2021         | LXIV                  |             |
|          | Ciria Yamile Salomón Durán      |                     | LXV LXVI              | 2021 -      |

## Resultados electorales

### 2015
|  | 41.79 % |

|  | 16.06 % |

|  | 14.92 % |

|  | 9.68 % |

|  | 6.41 % |

|  | 2.72 % |

|  | 1.69 % |

|  | 1.24 % |

|  | 0.86 % |

|  | 0.03 % |

|  | 95.44 % |

|  | 4.56 % |